# Ridsefjer
En ridsefjer er et tegneredskab til tusch eller blæk. Det består af to spidst afrundede blade, hvis indbyrdes afstand kan justeres med en skrue. Herved kan man variere stregtykkelsen. Med en pensel eller pipette fyldes tusch imellem bladene og man kan nu tegne ved at trække ridsefjeren sidelæns. Normalt trækker man den langs en lineal, som må være forsynet med en affasning, en såkaldt tuschkant. Tidligere blev et passersæt normalt leveret med en ridsefjer, der dels kunne monteres på passeren, dels kunne monteres på et løst skaft.